# Slipinskogenia
Slipinskogenia is een geslacht van kevers uit de familie Propalticidae. De wetenschappelijke naam van het geslacht werd geldig gepubliceerd door Gimmel in 2011, als een vervangende naam (nomen novum) voor Discogenia Kolbe, 1897, zelf een jonger homoniem van Discogenia LeConte, 1866 (Tenebrionidae). Soorten uit dit geslacht zijn uitsluitend bekend uit Afrika (Democratische Republiek Congo, Equatoriaal-Guinea, Gabon, Sierra Leone, Tanzania en Togo). Het geslacht is vernoemd naar (Stanislaw) Adam Ślipiński, vriend en collega van de auteur, en specialist in de superfamilie Cucujoidea, waar ook de familie Propalticidae toe behoort.

## Soorten
- Slipinskogenia bilineata (John, 1942)
- Slipinskogenia burgeoni (John, 1942)
- Slipinskogenia decemarticulata (John, 1960)
- Slipinskogenia disciformis (Kolbe, 1897) typus
- Slipinskogenia disposita (John, 1940)
- Slipinskogenia donisi (John, 1956)
- Discogenia gounellei (Grouvelle, 1896) zie Hemipeplus gounellei
- Slipinskogenia hargreavesi (John, 1960)
- Slipinskogenia latipenis (John, 1942)
- Slipinskogenia pulchripicta (John, 1942)
- Discogenia rufipes (Kolbe, 1897) (basioniem: Ditoma rufipes; status onduidelijk, geen nieuwe combinatie voor gepubliceerd door Gimmel)
- Slipinskogenia schoutedeni (John, 1942)
- Slipinskogenia trilineata (John, 1940)